# 圣菲利普和圣詹姆斯教堂

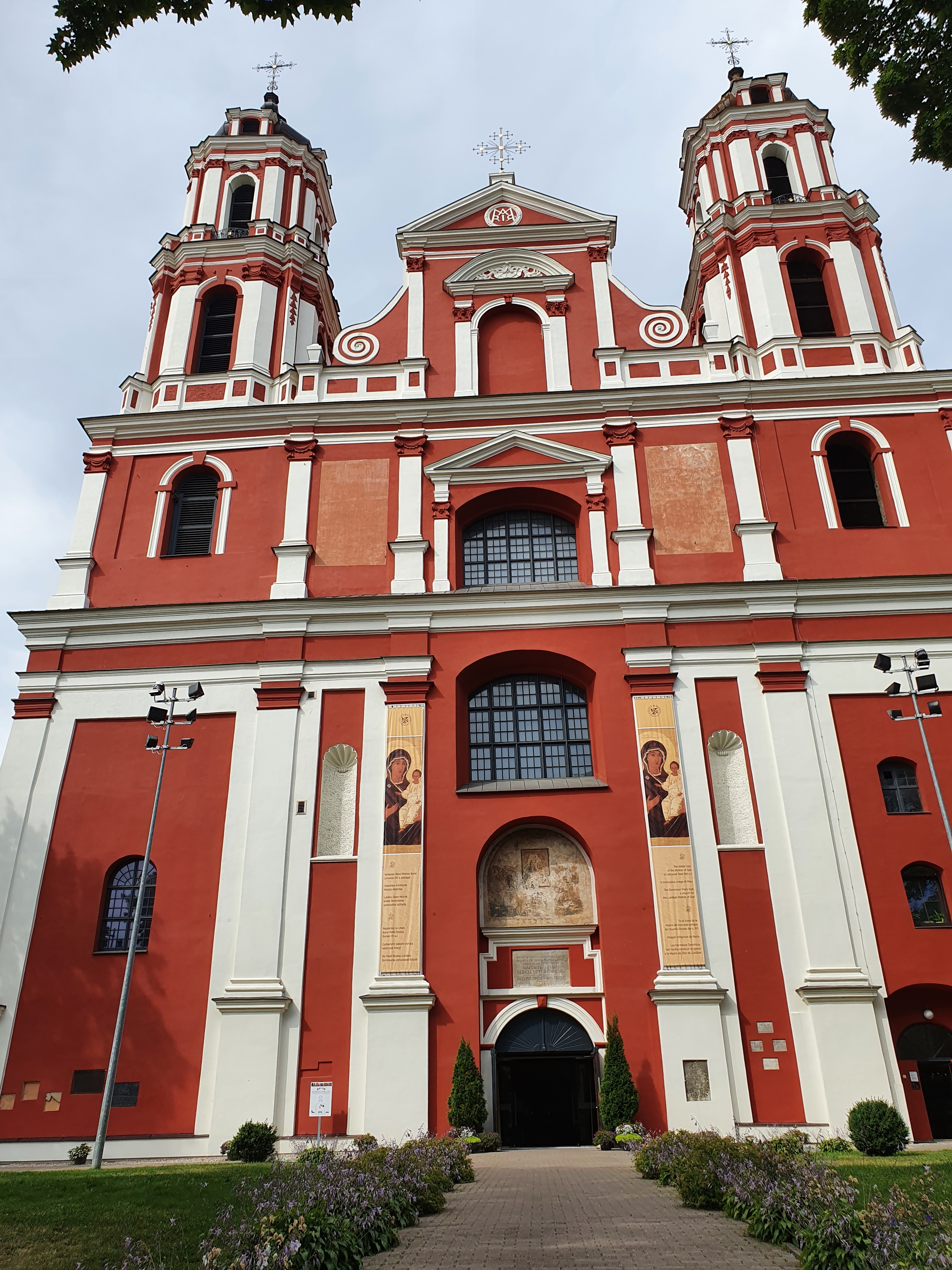
圣菲利普和圣詹姆斯教堂

圣菲利普和圣詹姆斯教堂是一座位于立陶宛維爾紐斯舊城的卢基什克斯广场附近的罗马天主教教堂。该教堂內收藏有画作《上帝之母》（Mother of God of Lukiškės）。

## 歷史
該教堂於1722年竣工。1794年，俄罗斯帝國军队拆毁了教堂。1797年重建。